# 神崎町立米沢小学校
神崎町立米沢小学校（こうざきちょうりつ よねざわしょうがっこう）は、千葉県香取郡神崎町新にある公立小学校。

## 概要
神崎町の南部の丘陵部に位置し、谷地田と山林に囲まれている。

## 沿革
- 1876年（明治9年） - 妙楽寺を仮校舎に武田小学校開校。[2]
- 1891年 - 武田小学校が米沢尋常小学校と改称。[3]
- 1896年 - 高等部を設置、米沢尋常高等小学校と改称。[4]
- 1947年（昭和22年） - 米沢村立米沢小学校と改称。[4]
- 1955年 - 米沢村 (千葉県)の合併に伴い、神崎町立米澤小学校と改称。[4]
- 1964年 - 2021年現在まで続く校名である神崎町立米沢小学校に改称。[4]

## 進学
- 神崎町立神崎中学校